# Estrada da Birmânia

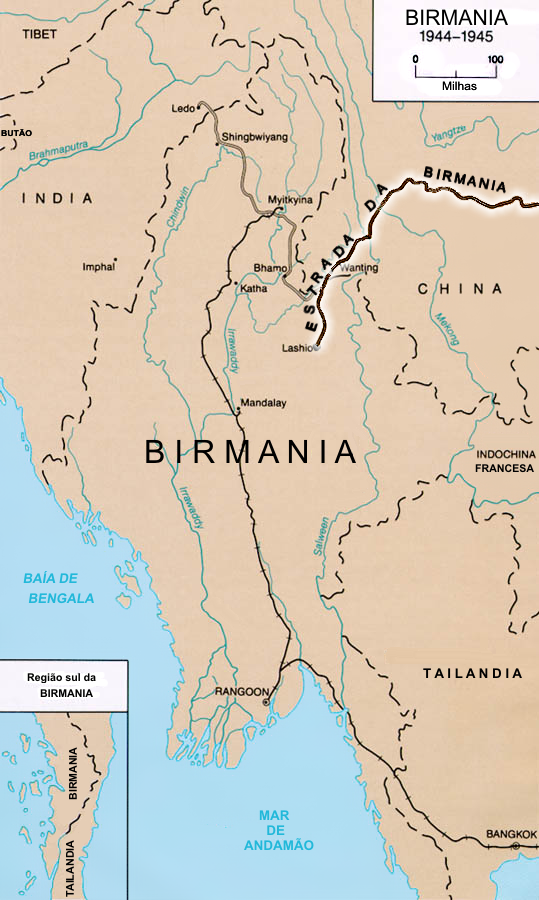
Estrada da Birmânia, em 1944.

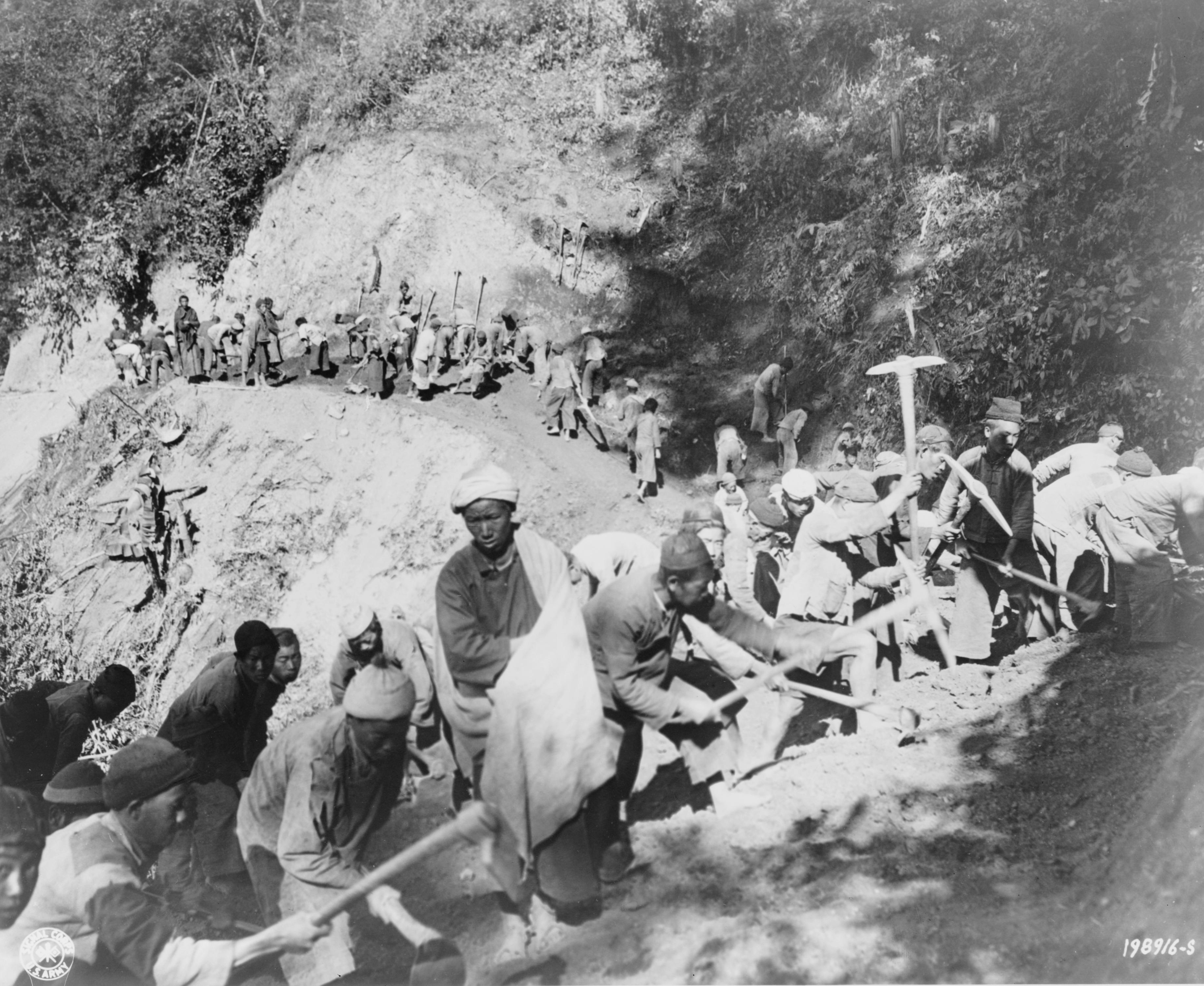
Mulheres e crianças usando as mãos para construir a Estrada da Birmânia.

A Estrada da Birmânia é como passou à história a ligação rodoviária, erguida entre os anos de 1939 a 1941, que unia a China à Índia e à Birmânia (atual Mianmar), com o objetivo de levar suprimentos dos Aliados da Segunda Guerra Mundial para a resistência chinesa à ocupação japonesa.
Com uma extensão de 1 154 km, cruzando a parte montanhosa dos países que corta, a estrada foi importante objeto de disputa entre os ingleses e os japoneses, antes da sua entrada no conflito mundial. Ligava Lashio (norte birmanês) a Kunming (na China), e foi construída por trabalhadores chineses, com grande custo de vidas sobretudo em razão da malária, cortando florestas e montanhas.
Tornou-se a mais famosa estrada do mundo na época, por onde passavam constantemente dezenas de veículos abastecidos de armamentos e munições para a China, - o que a transformou no principal objetivo estratégico japonês na ocupação da Birmânia.
Passado o conflito a histórica estrada perdeu sua importância e foi abandonada, e atualmente se presta ao tráfico de produtos como teca, ouro e ópio.

## Contexto histórico
O Japão havia optado pela via bélica a fim de construir, na terminologia da época, uma "esfera da co-prosperidade asiática". Já havia, em 1910, se ocupado da Coreia e, após a I Guerra Mundial afasta-se da Sociedade das Nações. Aproveitando-se do Incidente da Manchúria de 1931 promove em seguida a ocupação da rica província chinesa, levando ao descrédito a organização internacional que então se tentava criar para evitar novos conflitos.
Em 1937 os japoneses levam o conflito ao restante da China, ocupando os portos e procurando interromper todas as vias externas que pudessem suprir de material bélico as tropas de Chiang Kai-shek, como ocorreu com a derrota de França em 1940, interrompendo a ligação entre Tonquim e o Iunão. No ano seguinte a tentativa de conquista da China passa a integrar o novo conflito mundial, com a imensa empresa militar japonesa ocupando diversos países asiáticos.

## Conquista da Birmânia e disputa pela rodovia
Com o objetivo de destruir a estrada os japoneses criaram na Birmânia, com uso de jovens nacionalistas como Aung San, a organização militar Minami Kikan, sob o comando do coronel Suzuki Keiji.

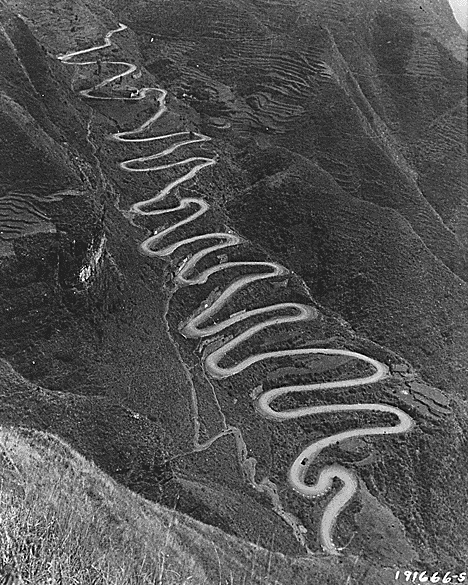
Fotografia militar aérea da sinuosa Estrada da Birmânia e da Estrada de Ledo.

Para os aliados era importante manter o exército nipônico ocupado com a resistência chinesa; embora as forças de Chang Kai-chek fossem muito inferiores no campo de batalha, mantinham ocupada metade do efetivo japonês. Para isto, era mister manter a China na luta a qualquer preço, o que realçava a importância da estrada como via de acesso aos suprimentos bélicos. Para interrompê-lo os ingleses lançaram um contra-ataque durante a estação seca de 1942-1943, a partir de Arakan, mas foram obrigados a recuar até a fronteira indiana.
Roosevelt, amparado pela Lei de Empréstimo e Arrendamento de 1941 (quando os Estados Unidos ainda não estava em guerra contra o Japão), entrou em negociação com Chang Kai-chek, que tencionava transformar num líder regional.
Com o ingresso dos EUA na guerra, fez Kai-chek três exigências aos Aliados, ao que o presidente Roosevelt respondeu com limitadas promessas de uma ofensiva aérea a partir da Índia e com sérios esforços por levar suprimentos pelo ar, mas não prometeu o envio de tropas por via terrestre - uma opção que era defendida pelo general Stilwell - pois somente a união das tropas sino-estadunidenses poderia vencer as resistências da divisão japonesa que ocupava o norte birmanês, e dar acesso às estradas de Ledo e da Birmânia.
A Guerra da Birmânia prosseguiu, no começo de 1943, com uma nova ofensiva sob o comando do general inglês Orde Wingate, que planejava um ataque a partir da selva, contando com apoio aéreo, mas sem resultados claros, naquilo que ficou chamado de primeira expedição Chindit.
Foi somente após a conferência em Quebec com Roosevelt, Churchill e os Chefes do Estado Maior que foi aprovada, em agosto de 1943, uma ofensiva ao norte birmanês.
Isto se deu quando Mountbatten foi nomeado comandante supremo das forças no Sudeste Asiático, e o general Slim do 14º Exército encontrou o apoio necessário para uma nova ofensiva - que efetivamente ocorreu a partir de Arakan, na estação seca de 1943-1944, com melhores resultados que os ataques anteriores.
A fim de emprestar apoio às tropas chinesas que atacavam pelo norte foi organizada uma nova expedição Chindit sob comando do general estadunidense Stilwell, abrindo caminho a partir de Ledo (no estado hindu de Assam) até a estrada da Birmânia e passando pela capital do estado birmanês de Kachin, Myitkyina.
Os japoneses lançaram sua última ofensiva em 1944 para deter o suprimento aos chineses, que foi detida pelo 14º Exército, formado por tropas anglo-indianas, na Batalha de Imphal-Kohima. A despeito da chegada das monções, as tropas continuaram avançando até finalmente capturarem Rangum a 3 de maio de 1945.

## Impacto cultural
Já em 1942 uma produção de Hollywood colocava a estrada no cinema, com o filme A Yank on the Burma Road, tendo como pano de fundo os dramas do conflito naquela região para a trama de um triângulo amoroso vivido pela loira Joe Tracey, interpretada pela atriz Laraine Day, e com Barry Nelson no papel de um motorista de taxi.
Tendo narração pelo então ator Ronald Reagan, o United States Office of War Information (Escritório de Informação de Guerra, em livre tradução) produziu um filme de propaganda em 1945, intitulado The Stilwell Road, que retrata a construção da Estrada de Ledo até a Estrada da Birmânia.
De 1962 o filme Burma Road (बर्मा रोड), produção de Bollywood falada em hindi, foi estrelado pelo ator Ashok Kumar.
A estrada é referida na obra Herança (Inheritance, no original) de Lan Samantha Chang, publicada em 2005, onde a autora relata as dificuldades que os chineses enfrentavam para atravessá-la: "Tentavam descrever-lhe o pesadelo que era a ineficiência das linhas de suprimento que vinham da Birmânia. A estrada da Birmânia acabara de ser inaugurada, e já era um atoleiro de atrasos: gerentes de subestações tendo de ser subornados; papéis a serem preenchidos; equipamento avariado; a necessidade de confirmação de detalhes despropositados."
A "Estrada da Birmânia", em Israel, é como ficou conhecido o caminho que foi construído durante a Guerra da Independência e contornou as forças árabes que cercavam Jerusalém.